# Żywiecer See
Der  Żywiecer See (polnisch Jezioro Żywieckie) ist ein Wasserspeicher in der Nähe der polnischen Stadt Żywiec. Er hat eine Fläche von 1000 ha, bei einer Länge von 8 km, einer Breite von 2 km und einer Tiefe von 20 m.
Der See liegt auf 341 m über dem Meeresspiegel.

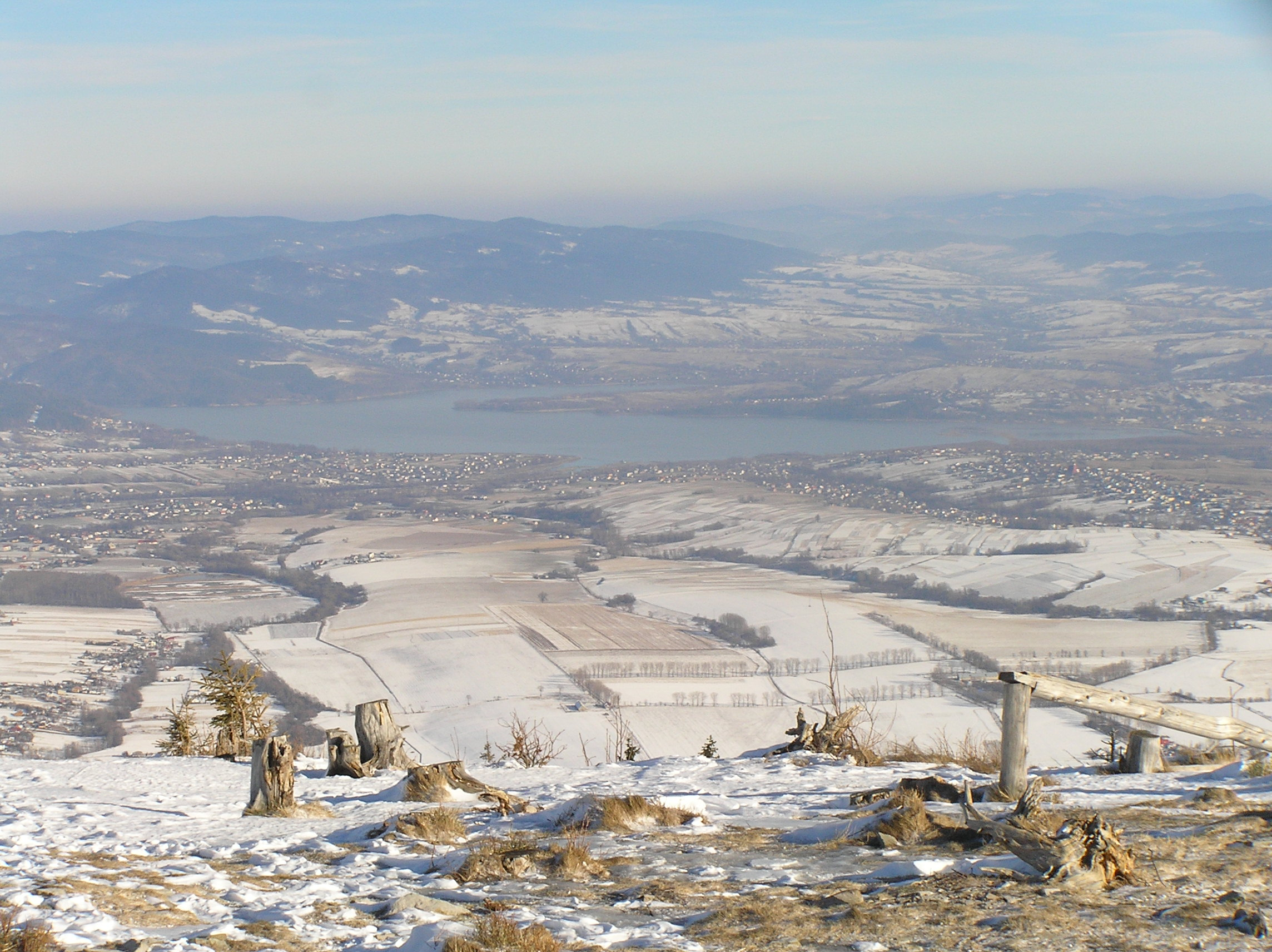
Aussicht vom Berg Skrzyczne